# Église d'Urjala
L'église d'Urjala (en finnois : Urjalan kirkko) est une église luthérienne située à  Urjala en Finlande,.

## Description
L'église conçue par Martti Tolpo est terminée en 1806.
Elle est transformée en 1865 par Carl Albert Edelfelt qui lui donnera son style néo-gothique.